# Kirchwalsede
Kirchwalsede è un comune di 1.268 abitanti della Bassa Sassonia, in Germania.
Appartiene al circondario (Landkreis) di Rotenburg (Wümme) (targa ROW) ed è parte della comunità amministrativa (Samtgemeinde) di Bothel.
Il territorio comunale compende, oltre al capoluogo Kirchwalsede, i centri abitati di Riekenbostel, Weißenmoor, Federlohmühlen e (in parte) Düsternheide.